# دنيس جاي باكلي جونيور
دنيس جاي باكلي جونيور (بالإنجليزية: Dennis J. Buckley, Jr.)‏ هو بحار أمريكي، ولد في 22 أبريل 1920 في هوليوك في الولايات المتحدة، وتوفي في 10 مارس 1943 في المحيط الأطلسي.